# Algarve-Cup 2015
Der Algarve-Cup 2015 war die 22. Ausspielung dieser bedeutenden Turnierreihe für Frauen-Fußballnationalmannschaften und fand vom 4. bis zum 11. März 2015 wie in den Jahren zuvor an verschiedenen Spielorten der Algarve, der südlichsten Region Portugals, statt. Am Turnier nahmen sechs Mannschaften aus den besten zehn der FIFA-Weltrangliste teil. Der Algarve-Cup wird daher auch vielfach als „Mini-WM“ bezeichnet. Das Turnier diente für neun Teilnehmer als Vorbereitung auf die WM 2015. Erstmals nahmen Brasilien und die Schweiz teil. Am 27. Februar wurde eine neue Trophäe für das siegreiche Team vorgestellt.

## Regularien
An dem Turnier nahmen zwölf Nationalmannschaften teil. Im Gegensatz zu den Vorjahren gab es einige Änderungen am Spielmodus. Die acht am höchsten eingeschätzten Mannschaften wurden nicht mehr auf die Gruppen A und B verteilt und die vier schwächeren Mannschaften der Gruppe C zugeordnet; vielmehr waren die drei Gruppen 2015 etwa gleich stark besetzt. Aber wie zuvor spielten die Teams zuerst in ihrer Gruppe jeder gegen jeden um die Platzierung. Dabei war zunächst die beste Punktzahl, dann der direkte Vergleich, danach die Tordifferenz in allen Spielen, die Anzahl der erzielten Tore, die Fair-Play-Wertung und als letztes der Platz in der FIFA-Weltrangliste für die Platzierung entscheidend. Diese Regelung galt auch – mit Ausnahme des direkten Vergleichs – für die Ermittlung der besten Gruppensieger, -zweiten, -dritten und -vierten.
Danach wurde wie folgt verfahren:
- Endspiel: Die beiden besten Gruppensieger der Gruppen A, B und C spielten um den Turniersieg.
- Spiel um Platz 3: Der schlechteste Gruppensieger gegen die beste zweitplatzierte Mannschaft der Gruppen A, B und C.
- Spiel um Platz 5: Die beiden übrigen Gruppenzweiten.
- Spiel um Platz 7: Die beiden besten Gruppendritten der Gruppen A, B und C.
- Spiel um Platz 9: Der schlechteste Gruppendritte gegen die beste viertplatzierte Mannschaft der Gruppen A, B und C.
- Spiel um Platz 11: Die beiden übrigen Gruppenvierten.

Stand es nach der regulären Spielzeit der Platzierungsspiele unentschieden, folgte keine Verlängerung, sondern direkt im Anschluss ein Elfmeterschießen.
Da die FIFA die Spiele als Freundschaftsspiele einstufte, durfte jede Mannschaft pro Spiel sechs Spielerinnen auswechseln, in maximal vier Spielunterbrechungen, davon maximal drei Spielunterbrechungen nach Beginn der zweiten Halbzeit. Im Laufe des Turniers erhaltene Gelbe Karten hatten keine akkumulierende Wirkung. Nach einer Gelb-Roten Karte war eine Spielerin aber automatisch für das nächste Spiel gesperrt.

## Das Turnier
Alle Zeitangaben in Mitteleuropäischer Zeit (MEZ), was der Ortszeit (UTC±0), oder Koordinierten Weltzeit, plus einer Stunde entspricht.

### Gruppenphase

#### Gruppe A
| Pl. | Land        | Sp. | S | U | N | Tore    | Diff. | Punkte |
| --- | ----------- | --- | - | - | - | ------- | ----- | ------ |
| 1.  | Schweden    | 3   | 2 | 0 | 1 | 007:400 | +3    | 06     |
| 2.  | Deutschland | 3   | 2 | 0 | 1 | 007:500 | +2    | 06     |
| 3.  | Brasilien   | 3   | 1 | 1 | 1 | 003:300 | ±0    | 04     |
| 4.  | China       | 3   | 0 | 1 | 2 | 000:500 | −5    | 01     |

|                                                    |   |             |           |
| 4. März um 16:00 Uhr in Albufeira                  |   |             |           |
| Brasilien                                          | – | China       | 0:0       |
| 4. März um 17:00 Uhr in Vila Real de Santo António |   |             |           |
| Deutschland                                        | – | Schweden    | 2:4 (2:1) |
| 6. März um 14:00 Uhr in Vila Real de Santo António |   |             |           |
| Deutschland                                        | – | China       | 2:0 (1:0) |
| 6. März um 14:30 Uhr in Lagos                      |   |             |           |
| Schweden                                           | – | Brasilien   | 0:2 (0:1) |
| 9. März um 18:30 Uhr in Parchal                    |   |             |           |
| Brasilien                                          | – | Deutschland | 1:3 (0:1) |
| 9. März um 18:30 Uhr in Vila Real de Santo António |   |             |           |
| Schweden                                           | – | China       | 3:0 (3:0) |

#### Gruppe B
| Pl. | Land     | Sp. | S | U | N | Tore    | Diff. | Punkte |
| --- | -------- | --- | - | - | - | ------- | ----- | ------ |
| 1.  | USA      | 3   | 2 | 1 | 0 | 005:100 | +4    | 07     |
| 2.  | Norwegen | 3   | 1 | 1 | 1 | 004:400 | ±0    | 04     |
| 3.  | Schweiz  | 3   | 1 | 1 | 1 | 004:500 | −1    | 04     |
| 4.  | Island   | 3   | 0 | 1 | 2 | 000:300 | −3    | 01     |

|                                                    |   |         |           |
| 4. März um 16:00 Uhr in Lagos                      |   |         |           |
| Schweiz                                            | – | Island  | 2:0 (0:0) |
| 4. März um 20:00 Uhr in Vila Real de Santo António |   |         |           |
| Norwegen                                           | – | USA     | 1:2 (1:0) |
| 6. März um 18:00 Uhr in Vila Real de Santo António |   |         |           |
| USA                                                | – | Schweiz | 3:0 (0:0) |
| 6. März um 19:00 Uhr in Lagos                      |   |         |           |
| Norwegen                                           | – | Island  | 1:0 (1:0) |
| 9. März um 18:30 Uhr in Lagos                      |   |         |           |
| USA                                                | – | Island  | 0:0       |
| 9. März um 18:30 Uhr in Albufeira                  |   |         |           |
| Norwegen                                           | – | Schweiz | 2:2 (0:0) |

#### Gruppe C
| Pl. | Land       | Sp. | S | U | N | Tore    | Diff. | Punkte |
| --- | ---------- | --- | - | - | - | ------- | ----- | ------ |
| 1.  | Frankreich | 3   | 3 | 0 | 0 | 008:200 | +6    | 09     |
| 2.  | Dänemark   | 3   | 1 | 1 | 1 | 005:700 | −2    | 04     |
| 3.  | Japan      | 3   | 1 | 0 | 2 | 005:500 | ±0    | 03     |
| 4.  | Portugal   | 3   | 0 | 1 | 2 | 002:600 | −4    | 01     |

|                                                    |   |            |           |
| 4. März um 15:10 Uhr in Parchal                    |   |            |           |
| Japan                                              | – | Dänemark   | 1:2 (1:1) |
| 4. März um 18:10 Uhr in Parchal                    |   |            |           |
| Portugal                                           | – | Frankreich | 0:1 (0:0) |
| 6. März um 13:10 Uhr in Faro/Loulé                 |   |            |           |
| Japan                                              | – | Portugal   | 3:0 (1:0) |
| 6. März um 16:00 Uhr in Faro/Loulé                 |   |            |           |
| Frankreich                                         | – | Dänemark   | 4:1 (4:0) |
| 9. März um 15:10 Uhr in Parchal                    |   |            |           |
| Japan                                              | – | Frankreich | 1:3 (1:0) |
| 9. März um 15:10 Uhr in Vila Real de Santo António |   |            |           |
| Portugal                                           | – | Dänemark   | 2:2 (0:0) |

### Platzierungsspiele
Spiel um Platz 11
|                                  |   |       |                      |
| 11. März um 16:00 Uhr in Parchal |   |       |                      |
| Portugal                         | – | China | 3:3 (2:2), 8:7 i. E. |

Spiel um Platz 9
|                                     |   |        |           |
| 11. März um 13:15 Uhr in Faro/Loulé |   |        |           |
| Japan                               | – | Island | 2:0 (0:0) |

Spiel um Platz 7
|                                    |   |         |           |
| 11. März um 16:00 Uhr in Albufeira |   |         |           |
| Brasilien                          | – | Schweiz | 4:1 (2:1) |

Spiel um Platz 5
|                                    |   |          |           |
| 11. März um 19:00 Uhr in Albufeira |   |          |           |
| Norwegen                           | – | Dänemark | 5:2 (3:0) |

Spiel um Platz 3
|                                  |   |             |           |
| 11. März um 13:00 Uhr in Parchal |   |             |           |
| Schweden                         | – | Deutschland | 1:2 (0:1) |

### Finale
| Frankreich                                            | Frankreich | USA | USA |
| ----------------------------------------------------- | --- | --- | --- |
| Frankreich                                            | \| 11. März 2015 um 17:00 Uhr in Loulé (Estádio Algarve) \| \| Ergebnis: 0:2 (0:2) \| \| Zuschauer: 1.500 \| \| Schiedsrichterin: Cristina Dorcioman ( Rumänien) \| \| Spielbericht \|                                                                                               | \| 11. März 2015 um 17:00 Uhr in Loulé (Estádio Algarve) \| \| Ergebnis: 0:2 (0:2) \| \| Zuschauer: 1.500 \| \| Schiedsrichterin: Cristina Dorcioman ( Rumänien) \| \| Spielbericht \| | USA |
| Frankreich                                            | Sarah Bouhaddi – Jessica Houara, Annaïg Butel, Sabrina Delannoy , Laure Boulleau – Kadidiatou Diani (58. Kenza Dali), Amandine Henry, Camille Abily, Kheira Hamraoui (58. Claire Lavogez) – Gaëtane Thiney (78. Marie-Laure Delie), Eugénie Le Sommer Cheftrainer: Philippe Bergeroo | Hope Solo – Alexandra Krieger, Becky Sauerbrunn, Julie Johnston, Meghan Klingenberg (85. Abby Wambach) – Carli Lloyd , Lauren Holiday, Morgan Brian (85. Shannon Boxx), Christen Press (75. Sydney Leroux) – Amy Rodriguez (68. Kelley O’Hara), Alex Morgan (85. Megan Rapinoe) Cheftrainer: Jill Ellis | USA |
| Frankreich                                            | 0:1 Julie Johnston (7.) 0:2 Christen Press (41.) | | USA |
| Frankreich                                            | Morgan Brian | | USA |
| 11. März 2015 um 17:00 Uhr in Loulé (Estádio Algarve) | | |     |
| Ergebnis: 0:2 (0:2)                                   | | |     |
| Zuschauer: 1.500                                      | | |     |
| Schiedsrichterin: Cristina Dorcioman ( Rumänien)      | | |     |
| Spielbericht                                          | | |     |

## Schiedsrichterinnen
Hauptschiedsrichterinnen:
- María Carvajal
- Qin Liang
- Jana Adámková
- Stéphanie Frappart
- Melissa Borjas
- Carina Vitulano
- Cardella Samuels
- Lucila Venegas
- Ri Hyang-ok
- Cristina Dorcioman
- Abirami Apbai Naidu
- Esther Staubli
- Claudia Umpiérrez
- Gladys Lengwe

Schiedsrichterassistentinnen:
- Sarah Ho
- Ella de Vries
- Janette Arcanjo
- Loreto Toloza
- Cui Yongmei
- Liang Jianping
- Sanja Karšić
- Lucie Ratajová
- Manuela Nicolosi
- Chrysoula Kourompylia
- Princess Brown
- Stacy-Ann Greyson
- Bernadettar Kwimbira
- Enedina Caudillo
- Lixy Enríquez
- Widiya Shamsuri
- Hong Kum-nyo
- Petruța Iugulescu
- Kim Kyoung-min
- Yolanda Parga Rodríguez
- Belinda Brem
- Susanne Küng
- Mana Dzodope
- Natalija Ratschynska
- Luciana Mascaraña
- Mariana Odone

## Torschützinnen
| Rang | Spielerin                 | Tore |
| ---- | ------------------------- | ---- |
| 1    | Sofia Jakobsson           | 4    |
| 2    | Marta                     | 3    |
|      | Sanne Troelsgaard Nielsen | 3    |
|      | Alexandra Popp            | 3    |
|      | Eugénie Le Sommer         | 3    |
|      | Solveig Gulbrandsen       | 3    |
| 7    | Andressa Alves            | 2    |
|      | Pernille Harder           | 2    |
|      | Dzsenifer Marozsán        | 2    |
|      | Anja Mittag               | 2    |
|      | Gaëtane Thiney            | 2    |
|      | Aya Miyama                | 2    |
|      | Dolores Silva             | 2    |
|      | Caroline Seger            | 2    |
|      | Lara Dickenmann           | 2    |
|      | Carli Lloyd               | 2    |

| Rang | Spielerin         | Tore |
| ---- | ----------------- | ---- |
| 17   | Bia               | 1    |
|      | Bruna Benites     | 1    |
|      | Gu Yasha          | 1    |
|      | Wang Shanshan     | 1    |
|      | Xu Yanlu          | 1    |
|      | Caroline Rask*    | 1    |
|      | Johanna Rasmussen | 1    |
|      | Simone Laudehr    | 1    |
|      | Célia Šašić       | 1    |
|      | Camille Abily     | 1    |
|      | Kenza Dali        | 1    |
|      | Claire Lavogez*   | 1    |
|      | Kozue Andō        | 1    |
|      | Yūri Kawamura     | 1    |
|      | Nahomi Kawasumi   | 1    |
|      | Yuika Sugasawa    | 1    |
|      | Kumi Yokoyama     | 1    |
|      | Melissa Bjånesøy  | 1    |

| Rang | Spielerin             | Tore |
| ---- | --------------------- | ---- |
| 17   | Cathrine Dekkerhus    | 1    |
|      | Emilie Bosshard Haavi | 1    |
|      | Ada Hegerberg         | 1    |
|      | Isabell Herlovsen     | 1    |
|      | Trine Rønning         | 1    |
|      | Laura Luís            | 1    |
|      | Cláudia Neto          | 1    |
|      | Filipa Rodrigues      | 1    |
|      | Kosovare Asllani      | 1    |
|      | Lotta Schelin         | 1    |
|      | Fabienne Humm         | 1    |
|      | Rahel Kiwic           | 1    |
|      | Lia Wälti             | 1    |
|      | Julie Johnston*       | 1    |
|      | Alex Morgan           | 1    |
|      | Christen Press        | 1    |
|      | Amy Rodriguez         | 1    |
|      | Abby Wambach          | 1    |

Anmerkungen: * = 1. Länderspieltor der Spielerin

## Auszeichnungen
- Beste Spielerin:  Eugénie Le Sommer[6]
- Fairplay-Preis:  Portugal

## Besonderheiten
- Erstmals seit 2002, als das Turnier auf 12 Mannschaften aufgestockt wurde, hatte auch Gastgeber Portugal die theoretische Chance, das Turnier zu gewinnen, da erstmals auch der Sieger der Gruppe C ins Finale einziehen konnte. Portugal musste aber im Gegensatz zu den Vorjahren gegen deutlich stärkere Mannschaften antreten und wurde letztlich nur Gruppenvierter.
- Durch den neuen Modus trafen mit Deutschland und Schweden zwei Mannschaften, die in der Gruppe A schon gegeneinander gespielt hatten, im Spiel um Platz 3 erneut aufeinander. Dies war zuvor nur bei Mannschaften der Gruppe C möglich, aus der nun erstmals eine Mannschaft im Finale stand.
- Erstmals stand mit Frankreich eine Mannschaft im Finale, die im Jahr zuvor das Endspiel des Zypern-Cups erreichte (und gewann).
- Erstmals wurde der amtierende Weltmeister nur Neunter. Die bisher schlechteste Platzierung eines amtierenden Weltmeisters war Platz 8, den Deutschland 2007 belegte, danach aber erfolgreich den WM-Titel verteidigen konnte.
- China spielte erstmals nur um Platz 11 und verlor im Elfmeterschießen gegen den Gastgeber. Das ist auch die schlechteste Platzierung eines ehemaligen Siegers (zuvor China und Norwegen Platz 10, 2007 bzw. 2014)
- Island, 2014 noch Dritter, gelang erstmals kein Tor, blieb aber gegen Rekordsieger USA ohne Gegentor und erreichte mit dem 10. Platz die bisher schlechteste Platzierung.
- Frankreich wurde erstmals Zweiter.
- Deutschland wurde erstmals Dritter.
- Schweden wurde zum fünften Mal in Folge Vierter.
- Mit den USA gewann erstmals eine Mannschaft, die im Vorjahr nur 7. war. Bisher war es nur dreimal einem Vorjahrsfünften möglich das Turnier zu gewinnen: 1999 China, 2003 die USA und 2009 Schweden.
- Brasilien und die Schweiz, die erstmals teilnahmen, trafen im Spiel um Platz 7 aufeinander. Für beide war es das erste Spiel gegeneinander und für die Schweiz das erste Spiel überhaupt gegen eine südamerikanische Mannschaft.
- Während des Turniers absolvierten Caroline Abbé und Martina Moser (als erste Schweizerinnen), Célia Šašić und Eugénie Le Sommer ihr 100. Länderspiel.
- Die Brasilianerin Formiga, die bei den letzten beiden WM-Turnieren mit der Rückennummer 8 spielte, trug beim Algarve-Cup das Trikot mit der Nummer 20, da sie seit 20 Jahren für die Seleção spielt.[7] Bei der WM 2015, für die sie auch nominiert wurde, war sie die zweite Spielerin, die an sechs WM-Endrunden teilnahm.
- Im Spiel um Platz 5 erzielte die Norwegerin Solveig Gulbrandsen durch Tore in der 6., 34. und 45. Minute einen „lupenreinen“ Hattrick.